# Good to Know You
Good to Know You is een nummer van de Nederlandse rockband GEM uit 2005. Het is de eerste single van hun tweede studioalbum Escapades.
De albumversie van het nummer verschilt wezenlijk van de singleversie. Het nummer werd oorspronkelijk geschreven voor reclame van Randstad Uitzendbureau, waardoor het in de zomer van 2005 al snel aan populariteit won. Dit leidde tot de doorbraak van GEM. "Good to Know You" werd veelvuldig door 3FM gedraaid en wist de 24e positie in de Nederlandse Top 40 te bemachtigen.